# Стефан Павлов – Фифи Перото
Стефан Павлов, по-известен във футболната общност с прозвището Фифи Перото, е български футболист, полузащитник, национал на България и треньор. Една от легендите на Левски (София). Четирикратен шампион на България и четирикратен носител на Купата на България.
Бил е треньор на Сливнишки герой, Струмска слава (Радомир), Нови Искър и Монтана (Монтана).
Има 9 мача в официални двубои за Националния отбор по футбол на България и 2 отбелязани гола.